# (5603) Rausudake
(5603) Rausudake est un astéroïde de la ceinture principale.

## Description
(5603) Rausudake est un astéroïde de la ceinture principale. Il fut découvert par Kin Endate et Kazurō Watanabe le 5 février 1992 à Kitami. Il présente une orbite caractérisée par un demi-grand axe de 3,98 UA, une excentricité de 0,061 et une inclinaison de 4,32° par rapport à l'écliptique.
Il fut nommé en hommage à la montagne connue également sous le nom de Shiretoko Fuji, haute de 1661 mètres dans la péninsule de Shiretoko.

## Compléments